# Max Noether
Max Noether (Mannheim, 1844. szeptember 24. – Erlangen, 1921. december 13.) német matematikus. Emmy és Fritz Noether apja.

## Életpályája
Apja Mannheimban egy vasnagykereskedés társtulajdonosa volt. Noether 14 éves korában gyermekbénulás következtében mozgáskorlátozottá vált. Néhány évig magánúton tanult és rengeteget olvasott. 1865-ben Heidelbergben elkezdte matematikatanulmányait, de előtte a mannheimi csillagvizsgálóban töltött el egy évet. Gustav Kirchhoffnál tanítványaként főleg elméleti fizikával és saját megfogalmazása szerint ebből az irányból érkezett Bernhard Riemann műveihez, illetve az algebrai geometriához. 1868-ban végzett egy csillagászati tárgyú dolgozattal, amelyet még annak idején a csillagvizsgálóban készített. Ezt követően Gießenbe ment Alfred Clebschhez, aki a Riemann-iskola követőjeként a függvényelméletet és az Abel-tételt az algebrai görbékre alkalmazta. Itt ismerkedett meg Alexander von Brillel, akivel utóbb hosszú éveken át dolgoztak együtt. 1869-ben Clebschet követve Göttingenbe ment át. 1870-ben habilitált. 1875-ben rendkívüli professzori állást kapott Erlangenben, és élete végéig ott is maradt. 1880-ban feleségül vette Ida Amalia Kaufmant. 1888 és 1919 között Erlangenben rendes professzorként tevékenykedett. 1887-ben a Bajor Tudományos Akadémia levelező tagja lett és 1903-ban a Magyar Tudományos Akadémia rendes tagja lett.
1899-ben a német matematikusok egyesületének (Deutsche Mathematiker-Vereinigung) elnök volt.

## Munkássága
Max Noether az algebrai geometria és az algebrai függvények területén tevékenykedett.
1873-ban bebizonyította az algebrai függvények alaptételét, amelyet róla neveztek el.[forrás?] Megadta annak feltételét, hogy két algebrai síkgörbéhez ({\displaystyle \phi =0} és {\displaystyle \psi =0}), amelyek n pontban metszik egymást, létezzen egy olyan {\displaystyle f=\psi A+\phi B} síkgörbe, amely átmegy az n metszésponton ({\displaystyle A} és {\displaystyle B} polinomok). 
Brillel közösen megalapozta az algebrai görbék elméletének tisztán algebrai megközelítését (Über die algebraischen Funktionen und ihre Anwendung in der Geometrie, Mathematische Annalen Bd.7, 1874). Többek között tisztán algebrai úton bebizonyították a Riemann-Roch-tételt. Noether foglalkozott az algebrai térgörbék osztályozásával is, részben a francia Georges Halphennel párhuzamosan.
Noethert foglalkoztatták a történeti vonatkozások, és 1894 Brillel közösen kiadott egy terjedelmes áttekintő cikket az algebrai függvények elméletének történetéről. Ezen kívül számos megemlékezést írt a Mathematische Annalen számára (például Cherles Hermite-ről, Arthur Cayleyről, James Joseph Sylvesterről, Luigi Cremonáról, Sophus Lie-ről, Karl Georg Christian von Staudtról).

## Művei
- Zur Grundlegung der Theorie der algebraischen Raumcurven, Berlin 1883
- Zur Erinnerung an Karl Georg Christian von Staudt, Erlangen 1901
- Über die singulären Elemente der algebraischen Curven, Erlangen 1902
- Abriß einer Theorie der algebraischen Funktionen, Leipzig 1911 (társszerző)

## Értekezései
- Zur Theorie des eindeutigen Entsprechens algebraischer Gebilde von beliebig vielen Dimensionen, Mathematische Annalen (MA) Band 2 (1870) S.293
- Ueber Flächen, welche Schaaren rationaler Curven besitzen, MA Band 3 (1871) S.161
- Ueber die eindeutigen Raumtransformationen, insbesondere in ihrer Anwendung auf die Abbildung algebraischer Flächen, MA Band 3 (1871) S.547
- Zur Theorie der eindeutigen Ebenentransformationen, MA Band 5 (1872) S.635
- Ueber einen Satz aus der Theorie der algebraischen Functionen, MA Band 6 (1873) S.351 (online elérhetőség[halott link])
- Zur Theorie der Thetafunctionen von vier Argumenten, MA Band 14 (1879) S.248
- Ueber die Gleichungen achten Grades und ihr Auftreten in der Theorie der Curven vierter Ordnung, MA Band 15 (1879) S.89
- Ueber die Schnittpunktsysteme einer algebraischen Curve mit nicht-adjungirten Curven, MA Band 15 (1879) S.507

## Fordítás
- Ez a szócikk részben vagy egészben a Max Noether című német Wikipédia-szócikk ezen változatának fordításán alapul.  Az eredeti cikk szerkesztőit annak laptörténete sorolja fel. Ez a jelzés csupán a megfogalmazás eredetét és a szerzői jogokat jelzi, nem szolgál a cikkben szereplő információk forrásmegjelöléseként.

### A német cikk forrásai
- Rudolf Fritsch: [ http://daten.digitale-sammlungen.de/0001/bsb00016337/images/index.html?fip=193.174.98.30&id=00016337&seite=335 Noether (Nöther). Max.] In: Neue Deutsche Biographie (NDB). Band 19. Duncker & Humblot, Berlin 1999, S. 319 f.
- Francis Macaulay: Max Noether, Proceedings of the London Mathematical Society 21, 1923, S. 37–42
- Marta Menghini: Notes on the correspondence between Luigi Cremona and Max Noether, Historia Mathematica 13, 1986, S. 341–351
- Alexander von Brill: Max Noether, Jahresbericht der DMV 32, 1923, S. 211–233